# Ески хамам (Охрид)
Вижте пояснителната страница за други значения на Ески хамам.
Ески хамам (на македонска литературна норма: Ески амам, на турски: Eski Hamam, в превод Стара баня) е хамам, турска баня в град Охрид, Северна Македония. Хамамът заедно с Воска хамам е един от двата запазени в Охрид и е важен паметник на османската градска архитектура, обявен за значимо културно наследство на Северна Македония.
Хамамът е разположен на булевард „Македонски просветители“ №1 (бивш „Борис Кидрич“), в сградата на едноименния пазарски център „Амам“. Обявен е за паметник на културата на 28 март 1968 година.